# Полін Летем
Полін Елізабет Летем (англ. Pauline Elizabeth Latham; 4 лютого 1948) — британська політична діячка, член Консервативної партії, депутат Британського парламенту.

## Біографія
Народилася 4 лютого 1948 року в графстві Лінкольншир. Виросла у Ноттінгемширі та переїхала у Дербішир у 1970 році.
З 1987 по 1993 рік була членом ради графства Дербішир, а у 1992—1996 та 1998—2010 роках — членом міської ради Дербі. З 2007 по 2008 рік обіймала посаду мера міста Дербі.
У 2010 році була обрана до Британського парламенту від Консервативної партії з 48.3 % голосів у своєму окрузі.

## Відзнаки
- орден «За заслуги» ІІІ ступеня (23 серпня 2019) — за вагомий особистий внесок у зміцнення міжнародного авторитету України, розвиток міждержавного співробітництва, плідну громадську діяльність[6];